# I’ve Got a Crush on You
«I’ve Got a Crush on You» — песня, написанная Джорджем Гершвином (музыка) и Айрой Гершвином (слова). Среди работ братьев Гершвин данная песня уникальна тем, что была использована в двух разных бродвейских мюзиклах: Treasure Girl (1928), в котором её впервые представили публике Клифтон Уэбб and Мэри Хей, и Strike Up the Band (1930), в котором её пели Дорис Карсон и Гордон Смит. Кроме того, позже она звучала в поставленном на песни Гершвинов мюзикле Nice Work If You Can Get It (2012); там её пела Дженнифор Лора Томпсон.
Песня считается джазовым стандартом. Среди известных исполнителей Фрэнк Синатра (записавший её в 1947 году на лейбле Columbia Records), Сара Вон и Элла Фитцджеральд. Инструментальные версии записывали, в частности, Нэт Эддерли и Айк Квебек.